# Carsten Linke
Carsten Linke (ur. 19 września 1965) – piłkarz niemiecki.
Linke zaczynał karierę jako napastnik. Z upływem czasu okazało się, iż dysponuje lepszymi umiejętnościami defensywnymi. Stąd jego przekwalifikowanie na pomocnika, a w końcowym efekcie na obrońcę. Zdecydowaną większość kariery spędził w drugiej lidze niemieckiej. Już jako weteran, niejako żegnając się z publicznością, doczekał się awansu i występów w pierwszej Bundeslidze.

## Sukcesy
- Awans do pierwszej ligi: 2002
- Awans do drugiej ligi: 1998